# Apoxyria americana
Apoxyria americana là một loài ruồi trong họ Asilidae. Apoxyria americana được Carrera miêu tả năm 1955. Loài này phân bố ở vùng Tân nhiệt đới.